# Concerto du fleuve Jaune
 (novembre 2012).
Si vous disposez d'ouvrages ou d'articles de référence ou si vous connaissez des sites web de qualité traitant du thème abordé ici, merci de compléter l'article en donnant les références utiles à sa vérifiabilité et en les liant à la section « Notes et références ».
Concerto du fleuve jaune est un roman de Chow Ching Lie publié en 1979 chez Robert Laffont. C'est la suite du récit Le Palanquin des larmes, et il est utile pour comprendre Dans la main de Bouddha.

## Résumé
Chaque mois chinois débute à la nouvelle lune et on double un mois tous les 4 ans. Le 15/8/1964, jour de pleine lune et de fête, l'auteur, veuve à 28 ans, part pour Orly où l'attend M Chee qui lui trouve une chambre à Montparnasse. Elle prend des cours de français et de piano et en achète un d'occasion. Puis c'est elle qui donne des cours. En 65 elle emménage chez M Tsing à Rueil Malmaison et l'épouse. Elle importe quelques produits chinois et les vend. Elle loue une cave lui servant d'entrepôt et se met en règle. Elle fait du porte à porte puis achète une voiture. Lin arrive en 66 et elle l'inscrit dans une école. En 67, l'auteur va voir Po à Londres où son grand père l'envoie étudier. Elle achète un magasin à Paris. En 70 elle va en Chine et revoit sa famille. En 73, M Tsing la quitte et elle donne Le concerto du fleuve jaune aux Champs Elysées. Elle commence à narrer sa vie pour qu'on écrive Le palanquin des larmes. En 79 elle a un chèque pour tout ce qui a été pris dans sa maison chinoise.